# كاري هربرت
كاري هربرت (بالإنجليزية: Kari Herbert)‏ هي مصورة ومقدمة تلفزيونية بريطانية، ولدت في 17 سبتمبر 1970 في المملكة المتحدة.